# Chumukedima
Chümoukedima es una ciudad situada en el distrito de Chümoukedima en el estado de Nagaland (India). Su población es de 25885 habitantes (2011). Se encuentra a 14 km de Dimapur.

## Demografía
Según el censo de 2011 la población de Chümoukedima era de 25885 habitantes, de los cuales 12742 eran hombres y 13143 eran mujeres. Chümoukedima tiene una tasa media de alfabetización del 89,72%, superior a la media estatal del 79,55%: la alfabetización masculina es del 92,03%, y la alfabetización femenina del 87,49%.